# Apothechyla
Apothechyla is een vliegengeslacht uit de familie van de roofvliegen (Asilidae).

## Soorten
- A. carbo (Walker, 1851)
- A. claripennis (Ricardo, 1912)
- A. nigrina (Ricardo, 1918)